# Auburn (Sängerin)
Auburn (* 2. Dezember 1988 in Minneapolis als Jessica Auburn Williams) ist eine US-amerikanische R&B-Pop-Sängerin.

## Biografie
Mit 13 sang sie bereits in einer Band namens Loyal, die im Vorprogramm von B2K auftrat, aber erst durch ihre MySpace-Seite wurde sie als Solistin bekannt. 2007 veröffentlichte sie ihr Debütalbum Same Giirl bei einem Independent-Label. Nach einer US-Tour im Vorprogramm von Keyshia Cole nahm sie das Label beluga Heights von J. R. Rotem unter Vertrag und veröffentlichte mit ihr im Sommer 2010 die Single La La La, bei der sie von Iyaz unterstützt wurde. Drei Wochen führte der Song die Heatseeker-Charts an und erreichte in den offiziellen US Hot 100 Platz 51.

## Diskografie
Alben
- Same Giirl (2007)
- Cocoon (2014)

Singles
- La La La (feat. Iyaz, 2010)
- All About Him (2010)
- Perfect Two (2011)